# Worldwide Underground
Worldwide Underground è il terzo album della cantautrice statunitense Erykah Badu, pubblicato nel settembre 2003.

## Il disco
Stilisticamente l'album si differenzia molto dai lavori precedenti dell'artista, allontanandosi dal neo-soul e proponendo strutture musicali sperimentali e testi minimalisti riguardanti la cultura rap. Il disco ha debuttato alla terza posizione della Billboard 200 negli Stati Uniti e alla seconda della Billboard's Top R&B/Hip-Hop Albums con oltre 100 000 copie vendute. L'album è stato certificato disco d'oro dalla RIAA per aver venduto oltre mezzo milione di copie.

## Tracce
1. World Keeps Turnin' (Intro) – 1:39 (Erykah Badu)
2. Bump It – 8:49 (Erykah Badu, A. Maggett, James Poyser, B.R. Smith)
3. Back in the Day (Puff) – 4:46 (Erykah Badu, A. Maggett, James Poyser, B.R. Smith)
4. I Want You – 10:53 (Erykah Badu, A. Maggett, James Poyser, B.R. Smith, Bailon)
5. Woo – 3:14 (Erykah Badu, R.C. Williams)
6. The Grind – 2:49 (Erykah Badu, Dead Prez)
7. Danger – 5:49 (Erykah Badu, James Poyser, B.R. Smith, R.C. Williams)
8. Think Twice – 3:02 (Erykah Badu, Donald Byrd)
9. Love of My Life Worldwide (featuring Queen Latifah, Bahamadia & Angie Stone) – 5:26 (Erykah Badu, Bahamadia, Queen Latifah, Angie Stone)
10. World Keeps Turnin' (Outro) – 4:01 (Erykah Badu)

Tracce bonus nell'edizione britannica e giapponese
1. Love of My Life (An Ode to Hip-Hop) (featuring Common) – 3:50 (Saadiq, Erykah Badu, Lynn, James Poyser, Ozuna)
2. Hollywood – 5:32

## Classifiche
| Classifica (2003)         | Posizione massima |
| ------------------------- | ----------------- |
| Austria                   | 64                |
| Danimarca                 | 11                |
| Finlandia                 | 14                |
| Italia                    | 15                |
| Norvegia                  | 9                 |
| Paesi Bassi               | 42                |
| Stati Uniti               | 3                 |
| Stati Uniti (R&B/hip-hop) | 2                 |
| Svezia                    | 7                 |
| Svizzera                  | 32                |